# Rochefort-en-Yvelines
Rochefort-en-Yvelines település Franciaországban, Yvelines megyében. Lakosainak száma 897 fő (2022. január 1.). Rochefort-en-Yvelines Bonnelles, Bullion, Longvilliers és Saint-Arnoult-en-Yvelines községekkel határos.

## Népesség
A település népessége az elmúlt években az alábbi módon változott:
| Lakosok száma | 890  | 885  | 895  | 906  | 916  | 907  | 894  | 883  | 897  |
|               | 2013 | 2015 | 2016 | 2017 | 2018 | 2019 | 2020 | 2021 | 2022 |